# 목지국
목지국(目支國) 혹은 월지국(月支國)은 고대 한반도에 존재했던 국가로 원삼국 시대 마한의 맹주국이다. 목지국의 위치로 충청남도의 천안, 아산, 예산과 전라북도 익산, 전라남도 나주 등 여러 추측이 있다. 
마한 연맹체가 백제에 정복당했다는 설과 부여 등 북방계 유이민을 중심으로 형성된 백제국이 체제를 정비하고 발전하기 시작한 고이왕(古爾王) 시기부터 마한 연맹체의 중심 세력이 목지국에서 백제국으로 이동했다고 추정하는 설이 있다.

## 위치
학자들이 추정하는 주요 위치는 충청남도 천안시ㆍ아산시 일대로 모아진다. 삼국사기 기록으로 보아 백제국 상전이던 천안 목지국은 어디까지나 안성천 이남에 위치할 수밖에 없고, 그와 함께 안성천 일대 무역로를 감제하는 위치도 만족하며 어느 정도 규모 있는 고고학적 발굴 성과가 있는 지역이라는 조건을 만족한다. 최근에는 아산 지역의 발굴조사 결과를 반영하여 목지국의 위치를 아산 탕정면 일대로 추측하였다. 또한 천안·아산 지역의 곡교천 유역에서 출토된 원통형토기가 3세기 중반부터 말까지 한정 출현 후 사라지는 점에 주목하여 곡교천 유역의 목지국이 백제에 의해 흡수 및 이동된 것으로 보기도 한다.

## 역사
목지국은 마한의 소국들 가운데 가장 강성했던 국가로 마한을 대표하는 국가이자 동시에 삼한 전체를 대표하는 진왕(辰王)의 직위를 가졌다. 초기에는 삼한 전체의 맹주로서 대중국 외교권을 가질 정도로 강성했으나, 백제국이 성장하면서 점차 세력이 약화된 것으로 추정된다. 목지국의 국왕은 형식적인 종주권을 행사했을 뿐 다른 소국을 좌지우지할 수는 없었다는 의미가 된다.
한국 고대사에서 기록이 희박해 정확한 실상을 파악하기란 대단히 어렵다. 김부식의 《삼국사기(三國史記)》와 일연의 《삼국유사》외에는 고대사에 대한 기록이 거의 없다고 볼 수 있다. 김부식의 《삼국사기》에는 온조왕 26년(서기 9년)에 마한이 백제국에게 정복된 것으로 기록하고 있으나, 중국 사서의 기록에 마한 및 목지국이 이후에도 계속 등장하는 것으로 보아 이 기록은 후대의 사건을 소급하여 기록한 것으로 보는 것이 일반적이다. 또는 마한 연맹체의 54개 국가들중 몇개의 국가를 정복하고 이를 마한으로 표기하였을 가능성이 크다. 마한의 중심 세력이 목지국에서 백제국으로 바뀐 것은 보통 고이왕 무렵인 것으로 추측되나, 목지국이 실제로 사라진 것이 이 시기인지는 명확하지 않다.
일본의 역사서인 《일본서기》의 기록에 따르면, 근초고왕 24년(369년)에 왕이 나주, 강진, 보성 등 전라남도 남부의 여러 지역을 공격하여 마한이 완전히 병합됐다는 기록이 있다. 이런 기록 때문에 그 당시 목지국의 중심지가 현재의 전라남도 지역에 있었다거나, 백제의 성장에 따라 목지국이 원래 중심지였던 충청남도 천안시 직산읍 일대에서 남쪽으로 밀려나 청동기 유물이 비교적 풍부하게 발견되는 금강 유역의 전북특별자치도 익산시, 영산강 유역의 전라남도 나주시 반남면으로 이동했을 것이라는 주장이 있다.

## 목지국의 군주
기원전 193년부터 기원전 18년까지 다스린 군주는 기록이 있다. 그러나 족보상의 내용을 인정하지 않는 사학자들은 이를 인정하지 않고 있다. 계왕이 축출된 뒤에도 백제 고이왕, 백제 근초고왕의 시대까지도 마한이 존재했는데 이 마한의 맹주가 목지국인지는 기록이 없어서 정확하지 않다.
아래 기록은 행주 기씨 족보에 적힌 목지국의 국왕 목록이다.
| 대수 | 시호                       | 휘         | 재위 기간           | 비고                                        |
| ---- | -------------------------- | ---------- | ------------------- | ------------------------------------------- |
| 1    | 무강왕(武康王), 애왕(哀王) | 한준(韓準) | B.C ?년~B.C 193년   | 기자조선의 말대 국왕, 월지국의 국왕         |
| 2    | 강왕(康王)                 | 한탁(韓卓) | B.C 193년~B.C 189년 |                                             |
| 3    | 안왕(安王)                 | 한감(韓龕) | B.C 189년~B.C 157년 |                                             |
| 4    | 혜왕(惠王)                 | 한식(韓寔) | B.C 157년~B.C 144년 |                                             |
| 5    | 명왕(明王)                 | 한무(韓武) | B.C 144년~B.C 113년 |                                             |
| 6    | 효왕(孝王)                 | 한형(韓亨) | B.C 113년~B.C 73년  |                                             |
| 7    | 양왕(襄王)                 | 한섭(韓燮) | B.C 73년~B.C 58년   |                                             |
| 8    | 원왕(元王)                 | 한훈(韓勳) | B.C 58년~B.C 33년   |                                             |
| 9    | 계왕(稽王)                 | 한정(韓貞) | B.C 33년~B.C 17년   | 마한의 마지막 왕. 온조왕에게 나라를 빼앗김. |

## 참고 문헌
- 진수 (3세기). 〈권30 오환선비동이전/ (漢文本)〉. 《삼국지》.